# Då står pojkarna på rad
Då står pojkarna på rad är en sång skriven av Orup, och inspelad av Orup på albumet Orup 2 från 1989., samt utgiven på singel samma år, med "Kyss mig som du brukade göra" som B-sida.
Den låg även på Svensktoppen i elva veckor under perioden 21 maj-27 september 1989, samt på Trackslistan i fyra veckor under perioden 3-24 juni 1989, och lyckades toppa båda listorna.
2015 spelades den in av Kindbergs på albumet Hela vägen hem.
Titeln citeras även i När vi gräver guld i USA.

## Listplaceringar
| Lista (1989) | Topplacering |
| ------------ | ------------ |
| Sverige      | 8            |

### Fotnoter
1. ↑  ”Orup 2”. Svensk mediedatabas. 26 februari 1989. http://smdb.kb.se/catalog/id/001476042. Läst 6 januari 2016.
2. ↑  ”Då står pojkarna på rad / Orup”. Svensk mediedatabas. 26 februari 1989. http://smdb.kb.se/catalog/id/002108555. Läst 6 januari 2016.
3. ↑  ”Då står pojkarna på rad”. Nostalgisidan. 26 februari 1989. http://www.nostalgilistan.se/orup-517/da-star-pojkarna-pa-rad-1770. Läst 6 januari 2016.
4. ↑  ”Hela vägen hem / Kindbergs”. Svensk mediedatabas. 26 februari 1989. http://smdb.kb.se/catalog/id/003564726. Läst 6 januari 2016.
5. ↑  ”Då står pojkarna på rad”. Swedishcharts. 26 februari 1989. http://www.swedishcharts.com/showitem.asp?interpret=Orup&titel=D%E5+st%E5r+pojkarna+p%E5+rad&cat=s. Läst 6 januari 2016.